# Love Story (jeu vidéo)
Pour les articles homonymes, voir Love Story.
Love Story (ラブストーリー), stylisé Ø Story, est un jeu vidéo de type aventure, film interactif et visual novel développé par General Entertainment et édité par Enix, sorti en 2000 sur PlayStation 2.

## Accueil
- Famitsu : 29/40[1]